# Victoria Riptides
Victoria Riptides is een voormalige Canadese voetbalclub uit Victoria, Brits-Columbia. De club werd opgericht in 1985 en later dat jaar opgeheven. De club speelde één seizoenen in de Western Soccer Alliance. In dat seizoen werd de tweede plaats behaald.

## Erelijst
- Western Soccer Alliance
  - Runner up (1): 1985